# Pacific Coast Motorsports
A Pacific Coast Motorsports é uma equipe de corridas automobilísticas dos Estados Unidos da América fundada em 2003 por Tyler Tadevic. Disputou provas da Champ Car, da IndyCar Series, da American Le Mans Series e da Fórmula Atlantic, além de ter competido em provas de Grand-Am.
Com a unificação da Champ Car com a IRL em 2008, a PCM disputou algumas oito provas da temporada com o mexicano Mario Domínguez. Antes, na Champ Car, correu com os britânicos Ryan Dalziel e Alex Figge e com o brasileiro Roberto Moreno, além do próprio Domínguez, que conquistou o único pódio do time no Grande Prêmio de Long Beach.
A única não-classificação do time para uma corrida aconteceu justamente nas 500 Milhas de Indianápolis de 2008, onde Domínguez fazia sua estreia. O mexicano foi o segundo mais lento dos sete pilotos que disputaram o "Bump Day" em Indy (2:44.6692, mais rápido apenas que o nipo-americano Roger Yasukawa, da Beck).

## Pilotos

### Champ Car
- Ryan Dalziel (2007)
- Mario Domínguez (2007)
- Alex Figge (2007)
- Roberto Moreno (2007)

### IndyCar
- Mario Domínguez (2008)